# Sigilarea cu thiokol
În ultima perioadă industria sticlei și în mod special cea a confecționării de geam termoizolator a cunoscut progrese importante, atât în ceea ce privește tehnologia cât și materialele folosite. Dacă până nu de mult procedeul fabricării geamului termopan presupunea lipirea baghetei distanțier cu bandă dublu-adezivă iar sigilarea finală se execută cu un silicon cu timp mare de uscare, în prezent tehnologia a evoluat până la utilaje de aplicare de butil (pentru sigilarea baghetei) și de thiokol sau silicon monocomponent (pentru sigilarea finală) foarte performante sau chiar roboți de sigilare.
Extruzoare de Tiokol (Thiokol Extruder) și MonoComponent
Utilajele de extruzare a tiokolului (thiokol extruder) și a siliconului mono-component sunt folosite în industria geamului termoizolator pentru facilitarea sigilării finale – aplicarea siliconului pe marginile celor 2/3 foi de sticlă care compun geamul termopan. Există mai multe variante de astfel de echipamente: 

- Extruzor THIOKOL bicomponent (BAZĂ și CATALIZATOR) pe bază de polisulfide în care proporțiile de mixare pot fi diferite; 

- Extruzor de silicon bicomponent (BAZĂ și CATALIZATOR) pe bază de poliuretan în care proporțiile de mixare sunt fixe; 

- Extruzor de silicon MONOcomponent pe bază de poliuretan. 

Utilajele sunt dotate cu un rezervor a cărui capacitate poate diferi (între100-200 L), o unitate de pompare cu 2 (sau una în cazul monocomponentului) pompe pneumatice, o unitate de mixare/amestecare a siliconului și un pistol special de aplicare a sigilantului. În cazul utilajelor cu silicon bicomponent, între pompe și unitatea de mixare se interpune și un modul de dozare a amestecului.
Utilajele pentru bicomponent sunt mai pretențioase deoarece necesită instalarea unei rezistențe electrice în pompa siliconului BAZĂ care îl va încălzi astfel facilitând operația de extrudare. În plus, acestea mai necesită și un frigider-încălzitor (freezer-heating unit) care are ca scop pe lângă depozitarea celor două componente și rolul de a împiedica astuparea pistolului de sigilare precum și de încălzire a acestuia înainte de folosire. Mai exact, după terminarea operațiunii de sigilare, pistolul se introduce în frigider (la o temperatură de -25/-30 grade celsius) astfel catalizatorul este „înghețat” și se blochează solidificarea în capul pistolului; pentru reluarea operațiunii este nevoie ca pistolul să fie introdus în unitatea de încălzire pentru 1-2 minute la o temperatură de aproximativ +35 grade celsius.